# ABC (мова програмування)
ABC — імперативна, процедурна та структурна високорівнева мова програмування загального призначення та IDE, розроблені в Центрі математики та інформатики в Нідерландах (CWI) у 1987 році.
ABC замислювалася для використання в цілях, аналогічних застосуванню Бейсік, Паскаля та AWK. Вона не призначалася для системного програмування, але замислювалася як хороша база для вивчення програмування та використання непрограмістами у повсякденній роботі.